# Гледура, Беньямин
Беньямин Гледура (венг. Gledura Benjámin; род. 4 июля 1999, Эгер) — венгерский шахматист, гроссмейстер (2016). Чемпион Европы среди юношей и девушек в возрастной группе до 10 лет (2009), серебряная медаль Юношеского чемпионата мира по шахматам в возрастной группе до 12 лет (2011), чемпион национальных соревнований по быстрым шахматам среди взрослых (2015, 2019).
В 2010 году Bloomberg News назвала его имя среди 50 самым талантливых детей в мире, а в Международный День защиты детей 2011 года канал Disney TV назвал его гением. В 2013 году он стал одним из главных лауреатов конкурса Национального совета талантов «Наши открытия». Посол Европы на американском веб-сайте chess.com. Участник программы поддержки талантов MOL в период с 2012 по 2015 год. В июле 2016 года он был в числе 50 самых маленьких вундеркиндов.
Его имя стало известно во всем мире в феврале 2016 года, когда он победил пятикратного чемпиона мира Вишванатана Ананда на международном турнире Tradewise International в Гибралтаре. Это был не первый раз, когда бывший чемпион мира встал из-за стола победителем. В октябре 2015 года на турнире Highlander Cup, проходившем во время Всемирного шахматного фестиваля, он одержал победу над многократным чемпионом мира, девятикратным обладателем шахматного Оскара, Анатолием Карповым.
Юдит Полгар, капитан национальной сборной, пригласила его в сборную Венгрии в 2015 году. Она заявил, что хотела бы включить Беньямина в качестве постоянного члена команды в течение одного или двух лет. Он стал членом сборной Венгрии, участвующей в Шахматной олимпиаде 2016 года. В сентябре 2016 года он был удостоен звания международного гроссмейстера по решению Конгресса ФИДЕ, после повышения норм для присвоения звания. В мае 2017 года его текущий Рейтинг Эло превысил 2600. В июне 2019 года он вошел в число 100 лучших шахматистов мира с 2654 очками.
Его тренером является Йожеф Пинтер.

## Шахматная карьера

### Юношеские соревнования
Он сел за шахматную доску в возрасте четырёх лет и начал играть в шахматы в возрасте пяти лет. Будучи воспитанником детского сада, он выиграл городскую олимпиаду, где легко смог обыграть участников на два -три года старше.
В дополнение к игре в шахматы он с 7-летнего возраста участвовал в соревнованиях по плаванию и достиг выдающихся результатов в плавании, включая национальный титул в возрастной группе в 2010 году и студенческую олимпийскую золотую медаль в 2012 году. В 2009 году и 2010 году он был национальным лидером в своей возрастной группе.
Его шахматный талант был вскоре обнаружены, и в 2007 году, в возрасте восьми лет, он уже занял четвертое место на Кубке Европы. В 2008 году он занял второе место в Национальной студенческой олимпиаде. В возрасте десяти лет он также занял первое место на Чемпионате Европы по быстрым шахматам в возрастной группе и в молодежном чемпионате Европы по шахматам до 10 лет. В 2010 году он снова выиграл Чемпионат Европы по быстрым шахматам и был первым на Национальной студенческой олимпиаде. В 2011 году он стал чемпионом страны по быстрым шахматам, а также чемпионом по традиционным шахматам. В том же году на Чемпионате мира по шахматам среди юниоров выиграл серебряную медаль на основе рейтинга очков.
Он учился в Центральной шахматной школе имени Гезы Мароци. В 2016 году в течение двух недель посещал американскую шахматную школу Жужи Полгар. В апреле 2016 года он занял второе место в молодежном турнире Accentus Young Masters с результатом 2633.

### Международный титул
Первую норму Международного мастера он выполнил на турнире Grand Master Event в ноябре 2012 года. Вторую норму — на Шахматной олимпиаде 2013 года в возрастной группе до 16 лет, набрав 2440 очков. Третья норма была выполнена на Мемориальном турнире Сакса Дьюла, который, также, считался Чемпионатом Венгрии по шахматам в 2014 году. В августе 2014 года Международная шахматная ассоциация (ФИДЕ) присудила ему звание Международного мастера.
Первое нормативное достижения для получения звания Международного гроссмейстера он впервые выполнил в марте 2015 года, когда выиграл международное шахматное соревнование Grand Master Group. Вторая норма была выполнена в феврале 2016 года в результате Шахматного турнира в Гибралтаре. В третий раз на GRENKE Chess Open 2016 года, а затем в четвертый раз в апреле на Accentus Young Master. В сентябре 2016 года было присуждено звание Международного гроссмейстера на Конгрессе ФИДЕ. В мировом рейтинге ФИДЕ на май 2017 года текущий результат превысил 2600.

## Чемпионат Мира
Он занял 19-е место на Чемпионате Европы по шахматам 2019 года, проходя в отборочный турнир Чемпионата мира по шахматам 2019 года. В итоге он достиг самого высокого результата за всю свою историю — 2641.

## Спортивные результаты
| Год  | Город          | Турнир                                  | + | − | = | Результат | Место  |
| ---- | -------------- | --------------------------------------- | - | - | - | --------- | ------ |
| 2015 | Будапешт       |                                         | 6 | 1 | 2 | 7 из 9    | [ 34 ] |
| 2016 | Гибралтар      | Tradewise Gibraltar Chess Festival      | 3 | 0 | 7 | 6½ из 10  | 25     |
|      | Карлсруэ       | Международный турнир                    | 6 | 2 | 1 | 6½ из 9   | [ 37 ] |
|      | Бад-Рагац      |                                         | 6 | 2 | 1 | 6½ из 9   | [ 38 ] |
|      | Баку           | 42-я олимпиада                          | 4 | 2 | 2 | 5 из 9    |        |
| 2018 | Батуми         | 43-я олимпиада                          | 3 | 1 | 4 | 5 из 8    |        |
| 2019 | Ханты-Мансийск | Кубок мира 1-й тур против Евгения Наера | 0 | 1 | 1 | ½ из 2    |        |

## Изменения рейтинга
| Графики недоступны из-за технических проблем. См. информацию на Фабрикаторе и на mediawiki.org. |